# LibreCAD
LibreCad (ранее CADuntu) — кроссплатформенная, открытая и свободная САПР для 2-мерного черчения и проектирования, создана на основе QCad. LibreCAD позволяет решать задачи двухмерного проектирования, такие как подготовка инженерных и строительных чертежей, схем и планов. Работает под управлением операционных систем Linux, Windows и macOS. Распространяется под лицензией GNU General Public License версии 2. Исходный код написан на языке программирования C++ с использованием библиотек Qt.

## История
LibreCAD является форком свободной версии проекта QCad, разработчик которого уделяет основное внимание проприетарному варианту продукта. Разработка LibreCAD началась в 2010 году как работа по созданию CAM для маршрутизатора ЧПУ, на основе QCad CE — свободной версии QCad, которая распространяется под лицензией GPL v2. Но из-за того, что QCad CE использовал библиотеки Qt3 — устаревшую версию Qt, возникла настоятельная необходимость переноса на Qt4, что и было в первую очередь сделано. Затем планы расширились, и LibreCAD теперь имеет несколько особенностей, которые качественно отличают его от QCad, например, лучшую поддержку кириллицы.
Первоначально проект назывался CADuntu, но это название многим не нравилось (в частности из-за того, что была похожа на название Ubuntu, к которому эта САПР не имеет никакого отношения, и звучало так, словно это специальный дистрибутив Linux для инженеров, на основе Ubuntu Linux). Поэтому в декабре 2010 CADuntu был переименован в LibreCAD.
Основными целями разработки LibreCAD был перевод программного кода QCad с устаревшей библиотеки Qt 3 на её современный вариант — Qt 4 и интеграции средств для экспорта данных в систему EMC2. В результате была проведена общая реструктуризация программного кода, выполнено портирование на Qt 4 и решено множество других проблем, неисправленных в QCad.
Первая стабильная версия LibreCAD вышла в декабре 2011. По заявлениям разработчиков, за счёт изменений в коде, скорость выполнения математических операций значительно увеличилась, также был сокращён и оптимизирован объём обрабатываемых данных. Реализована экспериментальная поддержка формата DWG. Добавлена поддержка автосохранения, улучшен интерфейс.
Создан программный интерфейс плагинов, через которые можно расширять функциональность LibreCAD. Разработана новая библиотека для работы с форматом DXF. Добавлена локализация интерфейса для 24 языков, появилась возможность использования utf-8 для слоев и имён блоков. Создан собственный формат шрифтов LFF, поскольку документация в QCad и используемые CXF-шрифты являются интеллектуальной собственностью компании, контролирующей разработку QCad. Разрабатывается документация.
Существуют пакеты для 32- и 64-разрядных ОС Linux (Ubuntu, Debian, Fedora, Mandriva, openSUSE), Haiku, Windows и Mac OS X.

## Поддержка файлов
Основным форматом файлов программы является формат DXF (DXF R12 и DXF 200x), разработанный изначально для обмена 2D-данными для пакета AutoCAD. Поддерживается экспорт в форматы SVG и PDF. Планируется поддержка формата DWG с помощью библиотек GNU LibreDWG (в «ночных сборках» поддержка уже есть). Также может импортировать и экспортировать графические форматы BMP, PNG, PPM, XBM, XPM.